# Eva Jaeggi
Eva-Maria Jaeggi (* 12. Februar 1934 in Wien als Eva-Maria Schaginger) ist eine österreichische Psychologin, Verhaltenstherapeutin und Psychoanalytikerin.

## Leben und Werk
Nachdem Jaeggi 1957 an der Universität Wien in Psychologie promoviert hatte, absolvierte sie eine verhaltenstherapeutische Zusatzausbildung und war von 1967 bis 1971 zunächst Leiterin der Psychologischen Beratungsstelle für Studierende an der Ruhr-Universität Bochum. Danach übernahm sie eine wissenschaftliche Assistentenstelle am Psychologischen Institut der Freien Universität Berlin. Von 1978 bis 2000 lehrte und forschte sie als Professorin für Klinische Psychologie an der Technischen Universität Berlin und publizierte umfänglich und vor allem sehr populäre Sachbücher. In dieser Zeit machte sie berufsbegleitend eine Zusatzausbildung zur Psychoanalytikerin.
Nach ihrer Emeritierung unterrichtet Eva Jaeggi an der Sigmund-Freud-Privatuniversität in Wien als Gastlektorin und hat an der Berliner Akademie für Psychotherapie (BAP) die Leitung für den Fachbereich tiefenpsychologisch fundierte Psychotherapie inne.
In den 1960er Jahren war sie mit dem Soziologen Urs Jaeggi verheiratet. Ihre gemeinsame Tochter ist die Philosophin Rahel Jaeggi.

## Auszeichnungen
- 2009: Aufnahme des Buchs Und wer therapiert die Therapeuten? in Alfred Pritz’ (SFU) Liste der 100 Meisterwerke der Psychotherapie
- 2002: Wissenschaftspreis für das Buch Und wer therapiert die Therapeuten?
- 1996: Silberne Ehrennadel der Stadt Wien

## Schriften
- Auch Fummeln muss man lernen, Köln 1978.
- Kognitive Verhaltenstherapie, Weinheim, Basel 1979.
- Wir Menschenbummler, Weinheim 1983.
- Andere verstehen, Weinheim 1983.
- Neue Religiosität, neues Bewusstsein, neuer Lebensstil, München 1984.
- Wenn Ehen älter werden, München 1985.
- Psychologie und Alltag, München 1987.
- Gibt es auch Wahnsinn, hat es doch Methoden ..., München 1990.
- Neugier als Beruf, München 1991.
- Ich sag´ mir selber Guten Morgen, München 1992.
- Zu heilen die zerstoßnen Herzen, Reinbek bei Hamburg 1995.
- Beratung auf neuen Wegen, Stuttgart 1996.
- Essen ist keine Sünde, München 1996.
- Im Spiegelkabinett der Therapieschulen, Heidelberg 1996.
- Viel zu jung, um alt zu sein, Reinbek bei Hamburg 1996.
- Träume in der Paartherapie, Göttingen 1998.
- Liebesglück – Beziehungsarbeit, Reinbek bei Hamburg 1999.
- Psychotherapie – Profession oder Wissenschaft, Berlin 2000.
- Und wer therapiert die Therapeuten?. Stuttgart 2001.
- Liebe lieber ungewöhnlich, Düsseldorf 2002.
- Tiefenpsychologie lehren – Tiefenpsychologie lernen. Stuttgart 2004.
- Liebe und Heilung, Düsseldorf 2006.
- Zwischen den Zeilen, Gießen 2004.
- Tritt einen Schritt zurück und du siehst mehr, Freiburg 2005.
- Fünf Frauen, Berlin 2006.
- Liebe böse Schwiegermutter. Düsseldorf 2006.
- Techniken und Theorie der tiefenpsychologisch fundierten Psychotherapie (gem. mit Volker Riegels), Stuttgart 2008.
- Alte Liebe rostet schön. Was Paare zusammenhält, Zürich 2013.
- Wer ich bin? Frag doch die anderen. Wie Identität entsteht, Bern 2014.

### Tonträger
- Alltagsbeziehungen und ihr Bezug zur therapeutischen Beziehung. Stuttgart 2003.

## Belege
1. ↑  Psychoanalytikerinnen in Deutschland. Abgerufen am 14. März 2021.
2. ↑  Psychoanalytikerinnen in Deutschland. Abgerufen am 14. März 2021.

| Personendaten    | Personendaten                                           |
| ---------------- | ------------------------------------------------------- |
| NAME             | Jaeggi, Eva                                             |
| ALTERNATIVNAMEN  | Jaeggi, Eva-Maria; Schaginger, Eva-Maria                |
| KURZBESCHREIBUNG | österreichische Psychotherapeutin und Hochschullehrerin |
| GEBURTSDATUM     | 12. Februar 1934                                        |
| GEBURTSORT       | Wien                                                    |